# Arne Norman (läkare)
Arne Johan Norman, född den 27 juni 1930 i Lund, död den 16 januari 2010 i Danderyds församling, Stockholms län, var en svensk läkare.
Norman avlade studentexamen i Trelleborg 1948 och medicine licentiatexamen vid Lunds universitet 1959. Han promoverades till medicine doktor 1960. Norman var amanuens, assistent och biträdande lärare vid medicinsk-kemiska institutionen i Lund 1951–1959, docent i medicinsk kemi vid Lunds universitet 1956–1959, vid Karolinska institutet 1959–1960, underläkare vid centrallaboratoriet på Danderyds sjukhus 1960–1963, biträdande överläkare på Danderyds sjukhus 1963–1971, professor i klinisk kemi vid Linköpings högskola och överläkare på regionsjukhuset i Linköping 1971–1975 samt professor i klinisk kemi vid Karolinska institutet och överläkare på Karolinska sjukhuset 1975–1995.